# Cratere Hubble
Hubble è un cratere lunare di 81,84 km situato nella parte nord-orientale della faccia visibile della Luna.
Il cratere è dedicato all'astronomo statunitense Edwin Hubble.

## Crateri correlati
Alcuni crateri minori situati in prossimità di Hubble sono convenzionalmente identificati, sulle mappe lunari, attraverso una lettera associata al nome.
| Hubble | Coordinate            | Diametro (in km) |
| ------ | --------------------- | ---------------- |
| C      | 19°27′00″N 85°37′12″E | 53,64            |